# Bjugnfjorden
Bjugnfjorden er en kort og bred fjord på ydersiden af halvøen Fosen, i Bjugn  kommune i Trøndelag fylke i Norge. Fra fjordbunden i Bjugn til mundingen mellem Nes og Uthaug (i Ørland) er der ca. 14 kilometer. Ud for ligger Kjeungskjær fyr.
Øen Bjugnholmen er ikke længere beboet. På sydsiden af fjorden ligger bebyggelserne Døsvik, Ervika, Tinbod og Klakken; på nordsiden Mebostad, museet Mølnargården, Brandvika og Tønnøl.
Bjugnfjorden er kendt for et godt sildefiskeri, og Bjugn kirke blev bygget  i Tinbod  på sydsiden af fjorden for at betjene fiskerbefolkningen.